# Armistizio di Jam Zapolski
L'armistizio di Jam Zapolski, o pace di Jam Zapolski, fu un accordo siglato il 15 gennaio del 1582 tra il Regno russo e la Confederazione polacco-lituana, che pose fine alle ostilità tra i due belligeranti nell'ambito della più ampia guerra di Livonia (o prima guerra del nord).

## Antefatti
Allo scoppio della guerra di Livonia (1558–1583) per il controllo dell'omonima regione sul mar Baltico, le forze dello zar Ivan IV di Russia, detto il Terribile, ebbero un iniziale sopravvento sulla coalizione danese-norvegese, svedese e polacco-lituana, permettendo l'occupazione dello sbocco sul Baltico da parte dell'esercito russo.
Con la salita al trono polacco di Stefano I Báthory nel 1576 le sorti del conflitto si invertirono. Le rinvigorite forze della Confederazione polacco-lituana (succeduta all'omonima Unione) avviarono una campagna militare in territorio russo, costellata da importanti vittorie a Polack (1579) e Velikie Luki (1580) e culminata con l'assedio di Pskov (1581-1582); quest'ultimo tuttavia non si risolse velocemente come le altre battaglie ma si trascinò per alcuni mesi, giungendo ad una situazione di stallo con le truppe russe capaci di respingere gli attacchi ma isolate all'interno delle mura della città.
Sul fronte polacco-lituano, a gravare sulla stagnante situazione militare, Stefano Báthory lamentava un mancato supporto dell'alleato svedese e portava rancore per alcune vittorie svedesi ottenute grazie agli sforzi delle sue truppe. Ivan il Terribile dal canto suo era preoccupato per l'avanzata polacco-lituana e per le recenti rivolta dei boiardi (1565) e invasione da parte dei Tartari (1571), tant'è che chiese una mediazione alla Santa Sede alludendo ad una possibile unione della Chiesa ortodossa con quella cattolica.

## L'armistizio

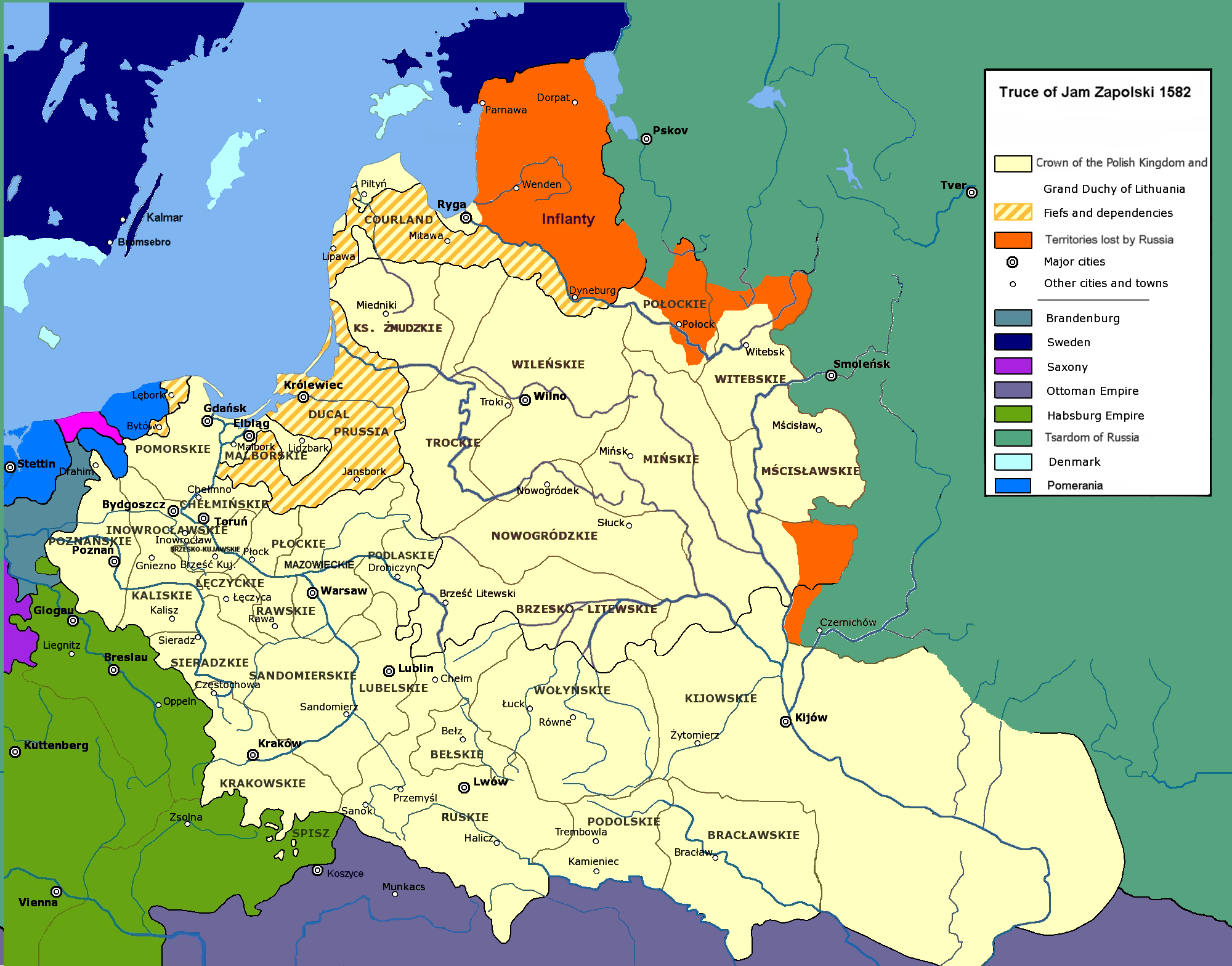
La Confederazione polacco-lituana con in arancione i territori ceduti dalla Russia.

Papa Gregorio XIII inviò il proprio legato, il gesuita Antonio Possevino, esperto delle questioni locali, il quale mediò l'armistizio i cui termini prevedevano una tregua decennale fra la Confederazione polacco-lituana e il Regno russo e la restituzione della Livonia e Polack ai polacchi-lituani, ma nessuna cessione territoriale da parte dei russi.
Come conseguenza dell'armistizio, le forze polacco-lituane cessarono l'assedio alla città di Pskov e ritirarono le truppe da Velikie Luki.
La tregua fu poi ulteriormente estesa di altri 20 anni nel 1600, a seguito di una missione diplomatica di Lew Sapieha a Mosca con lo zar Boris Godunov. La tregua fu rotta nel 1605 con l'invasione polacca dello Zarato russo.

## Conseguenze
In seguito al trattato, la Livonia divenne stabilmente un possedimento della Polonia-Lituania fino al 1621 (guerra polacco-svedese). La sua amministrazione beneficiò dell'efficace governo di Báthory: la città di Riga divenne velocemente il secondo porto della Confederazione dopo quello di Danzica.
Allo stesso tempo il monarca polacco si impegnò ad affermare la supremazia della Chiesa cattolica nella regione. Venne favorito l'insediamento di diverse istituzioni gesuite, in molti casi espropriando proprietà della Chiesa luterana locale; una cattedra episcopale venne istituita a Cēsis (all'epoca nota come Wenden) e per la prima volta i catechismi e i testi sacri cattolici vennero tradotti in estone, lettone e russo, mentre allo stesso tempo venne vietata la predica luterana in lingua locale.